# تيفاني بون
تيفاني بون (بالإنجليزية: Tiffany Boone)‏ هي ممثلة أمريكية، ولدت في 1987 ببالتيمور في الولايات المتحدة.

## أعمال

### أفلام
- (2013) مخلوقات جميلة[3]
- 2020 - سماء منتصف الليل.

### مسلسلات
- تشريح غراي
- كان ياما كان

## وصلات خارجية
- تيفاني بون على موقع IMDb (الإنجليزية)
- تيفاني بون على موقع ألو سيني (الفرنسية)
- تيفاني بون على موقع ميوزك برينز (الإنجليزية)
- تيفاني بون على موقع أول موفي (الإنجليزية)
- تيفاني بون على موقع قاعدة بيانات الفيلم (الإنجليزية)
- تيفاني بون على موقع كينوبويسك (الروسية)